# Aqüeducte d'Ansinyà
El pont-aqüeducte d'Ansinyà és un aqüeducte situat al nord d'Ansinyà a la Fenolleda i que està construït sobre la base d'un viaducte romà, potser del segle tercer. L'aqüeducte salta el riu Aglí de nord-est a sud-oest portant aigua per regar els conreus de la riba oposada. L'aigua es capta al voltant d'un quilòmetre més amunt.

## Característiques
Té una llargada d'uns 170 metres i el constitueixen 29 arcs d'altura creixent a mesura que s'acosten al riu.
S'hi poden distingir dues parts:
- El tram d'uns 150 metres, d'aproximació al riu per la riba esquerra,[nb 1] és un aqüeducte fet amb pedres sense treballar sobre arcs de maó.[2]
- Un tram format per dos grans arcs sobre el riu, fets amb carreus ben tallats, i dos grans arcs més d'aproximació a la riba dreta. Aquests quatre arcs suporten un primer nivell és un pont per vianants, cavalcadures i petits carros, a sobre del qual hi ha un segon nivell que és l'aqüeducte. El segon nivell és construït de manera que el primer sembla un túnel, il·luminat per algunes finestres obertes als costats i cobert per una volta de canó.[2] A més, a la dreta d'aquest tram de dos pisos, més enllà de la sortida del túnel, hi ha dos arcs més que només suporten l'aqüeducte (aquests semblants als del llarg tram d'aproximació de la riba esquerra).

Anàlisis arqueomètrics realitzats a la Universitat de Rennes han conclòs que els dos arcs d'aproximació de la riba dreta són de mitjans del segle tercer, la major part de la resta del monument és d'entre el 720 i el 850 (època carolíngia) i que els dos grans arcs que passen el riu són del segle xiii o XIV.
A partir d'aquestes dades, l'origen i la història d'aquest pont són incertes. Un pont hauria estat construït durant l'època romana (tot i que algunes fons el remunten a abans i el relacionen amb els volques tectòsages) i hi ha indicis de la presència d'una possible via romana a la zona i fins i tot es proposa que aquest primer pont estava complementat per un segon pont que travessava l'Adasig, afluent de l'Aglí per la dreta, uns centenars de metres més avall d'Ansinyà, tot i que per altres autors la relació entre el pont i la via encara no està clara. L'ajuntament d'Ansinyà indica que els arcs del pont són datats entre el 220 i el 270 dC, i Juliette Freyche avança que l'obra original era un aqüeducte destinat a regar les terres d'una vil·la romana. En qualsevol cas, la importància dels camps que reguen no sembla justificar la magnitud de l'obra, pel que se suposa que hauria estat emprat per fer funcionar molins o ferreries.
A més, sembla que es va construir un aqüeducte damunt del pont inicial al segle IX transformant el camí en túnel. Aquesta obra va ser modificada moltes vegades, notablement als segles xiii i XIV, estenent-la fins a les seves dimensions actuals.
Fins avui, cap descoberta arqueològica significativa permet explicar completament la presència d'aquesta construcció imposant en la seva forma actual. Tanmateix, és encara en servei i permet la irrigació dels camps d'Ansinyà a la riba dreta de l'Aglí i el pas per travessar-lo.
El relatiu misteri del seu origen ha donat peu a nombroses llegendes, amb algunes que hi fan intervenir els gals, la influència dels jardins penjants de Babilònia portada pels cavallers que tornaven de les croades, uns monjos o els templers.
El pont-aqüeducte sobre l'Aglí va ser classificat com a monument històric el 19 d'abril de 1974.

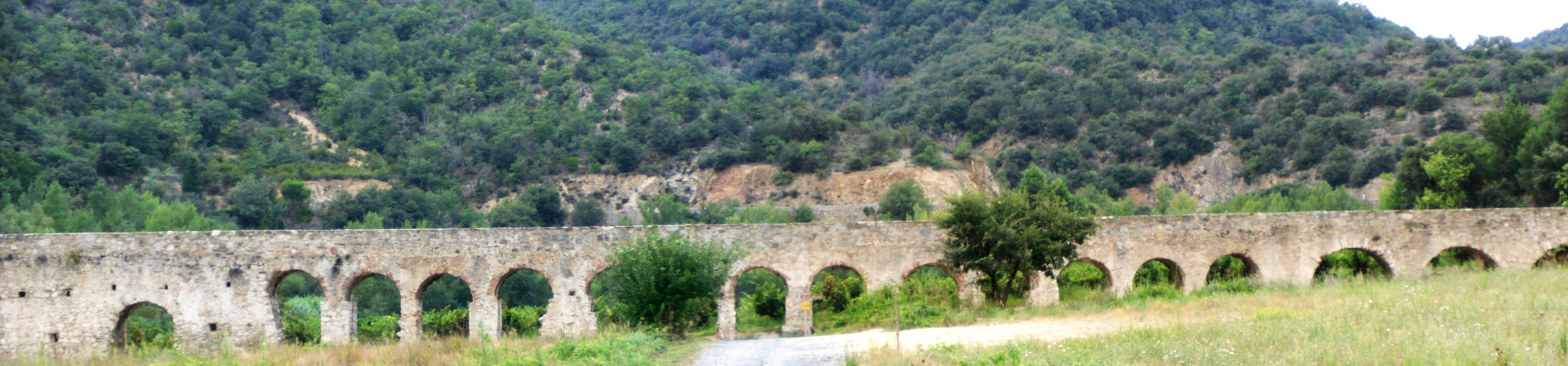
Vista d'aigües avall[nb 2] per la riba esquerra (el riu queda a l'esquerra de la foto). Es veu el llarg tram d'aproximació del marge dret.
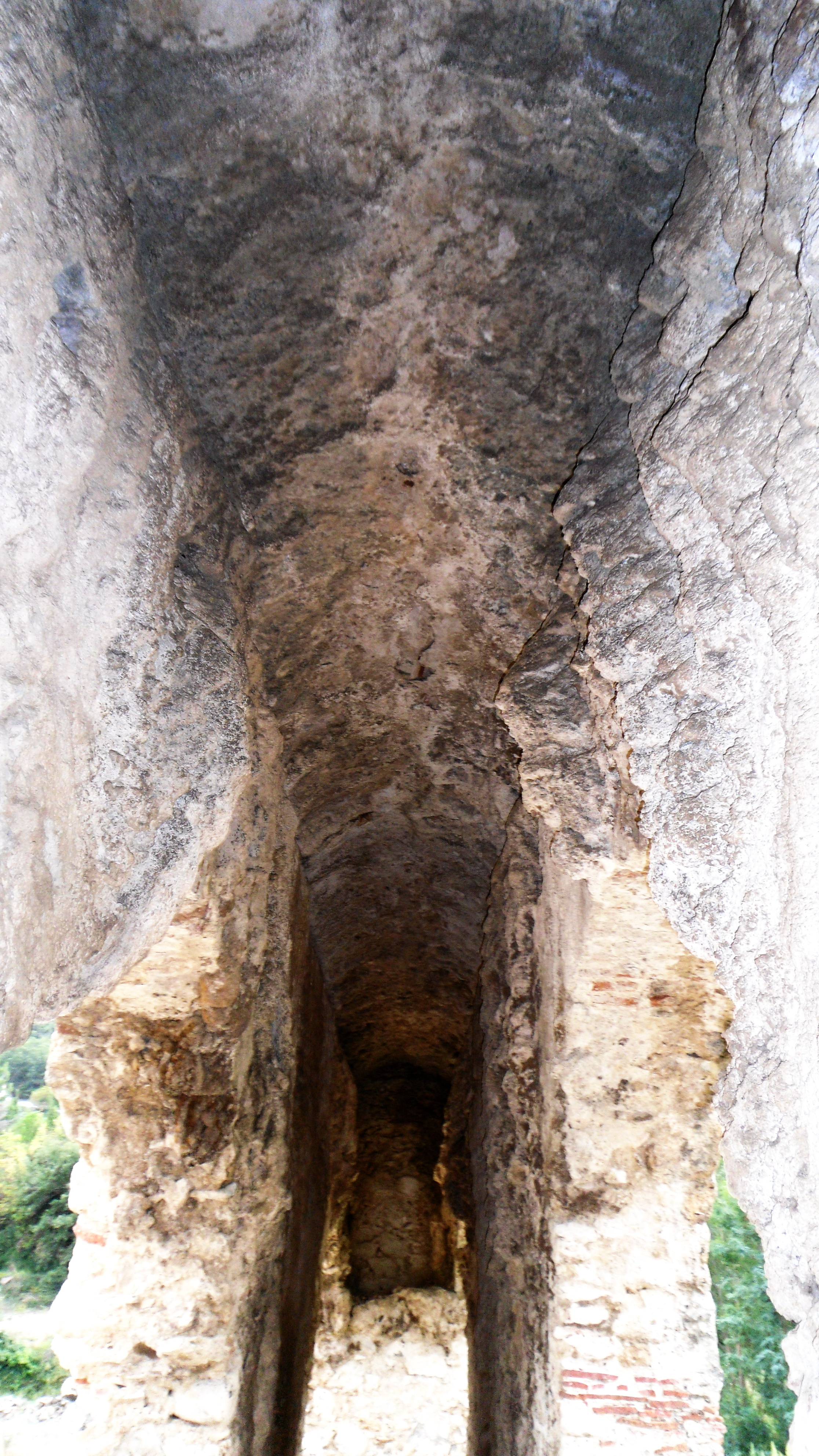
Interior
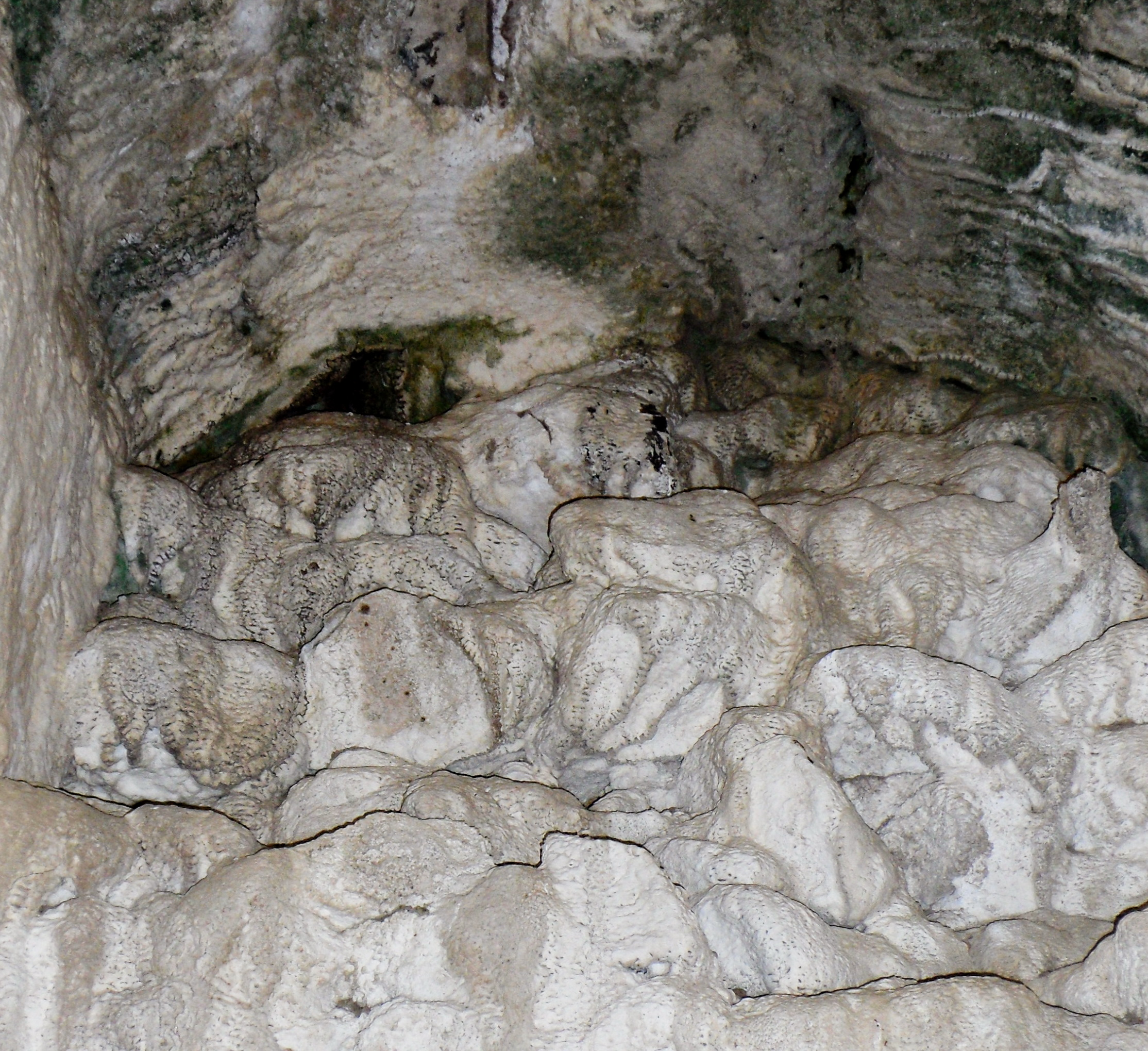
Concrecions calcàries
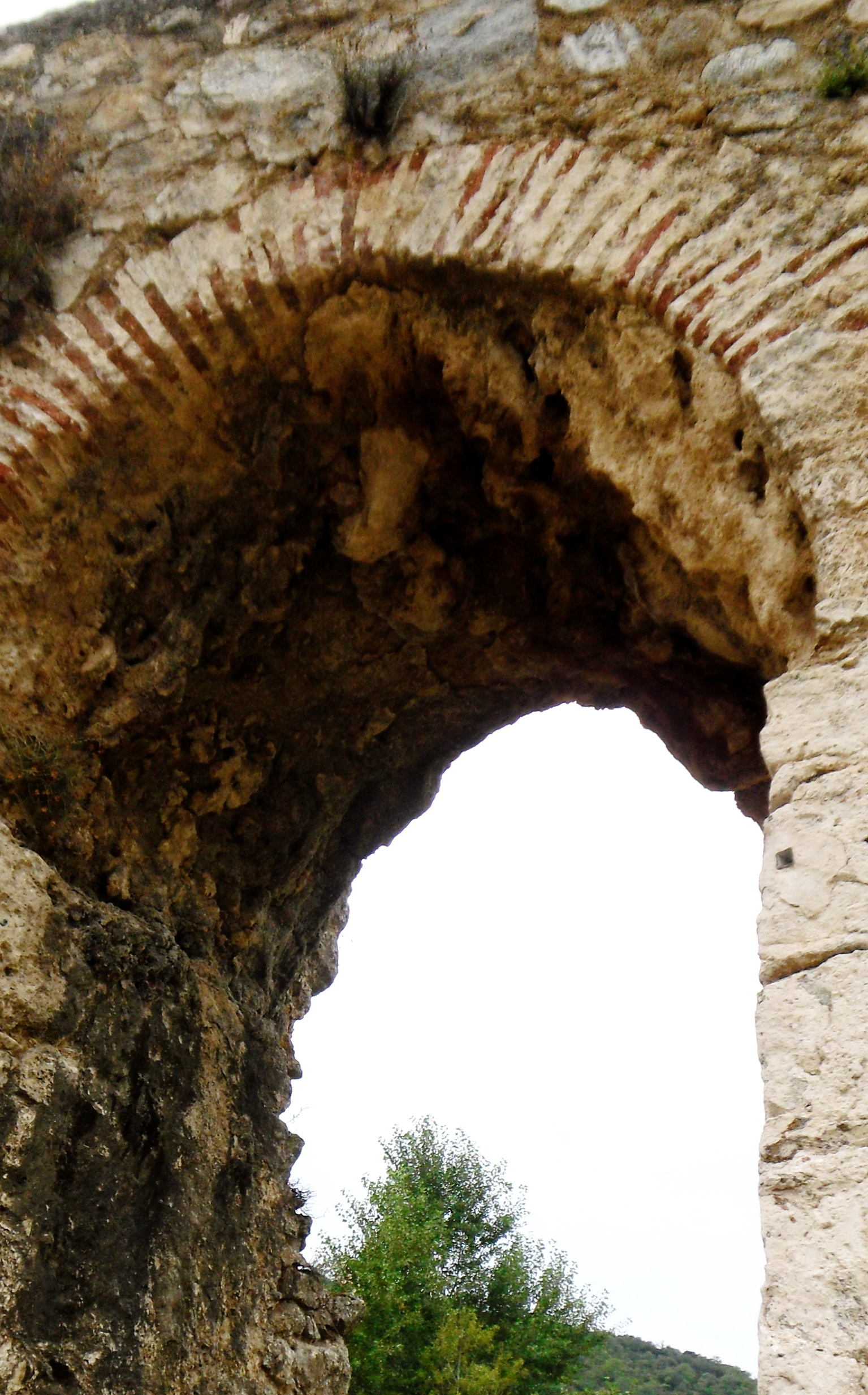
Concrecions calcàries
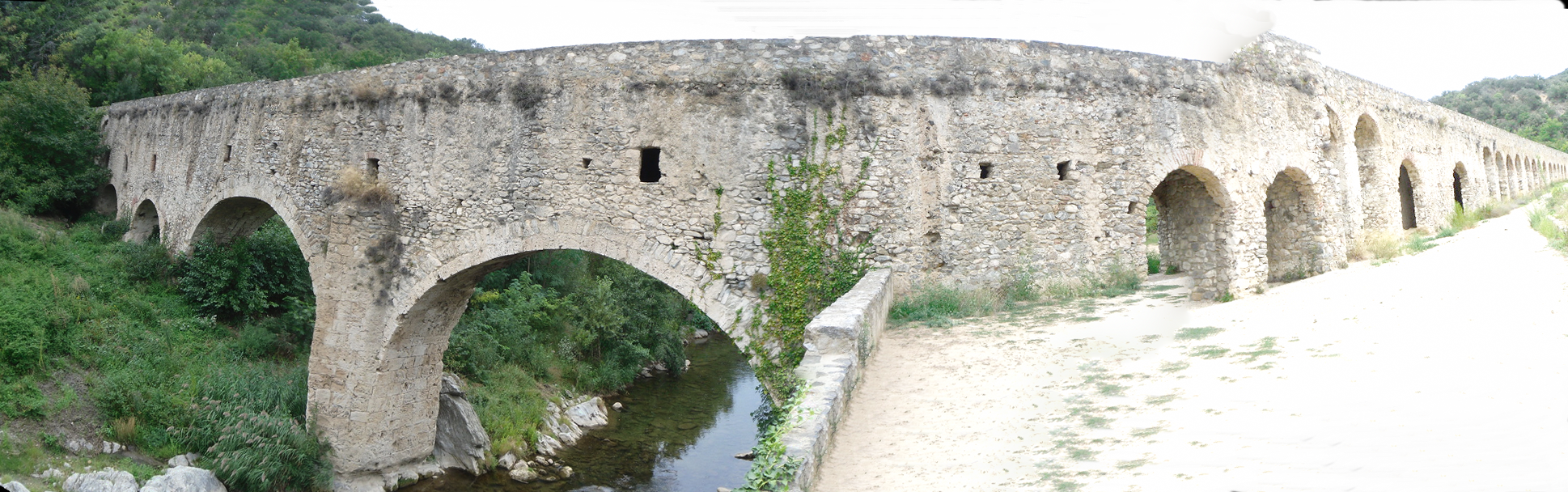
Vista d'aigües avall. Veiem els dos grans arcs que salten el riu i, a l'esquerra, els dos arcs grans d'aproximació del marge esquerre. Es veu com en aquest tram el pont té dos nivells (a la foto es veuen els forats que fan de finestres del pont-túnel).
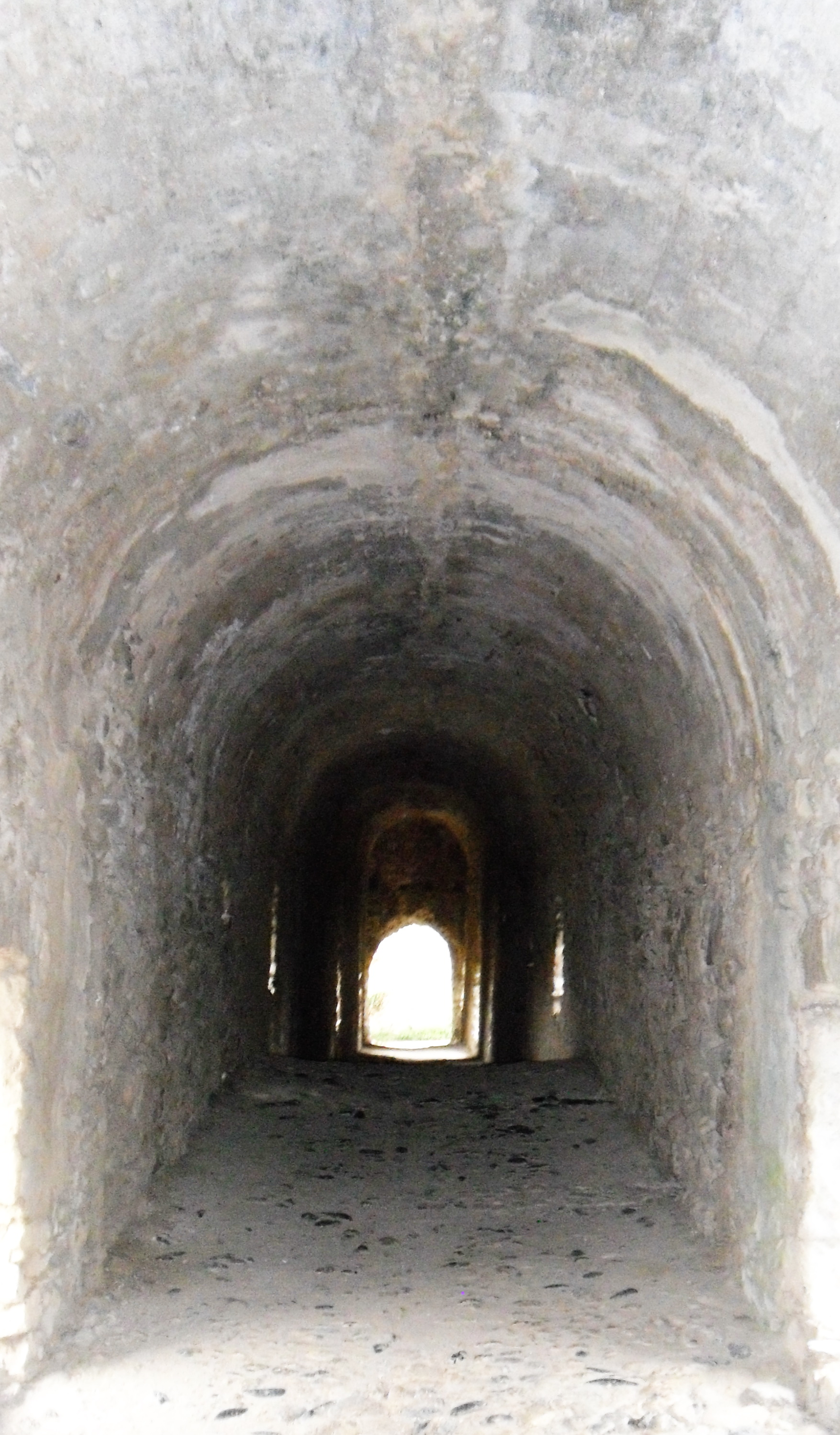
Pas de vehicles
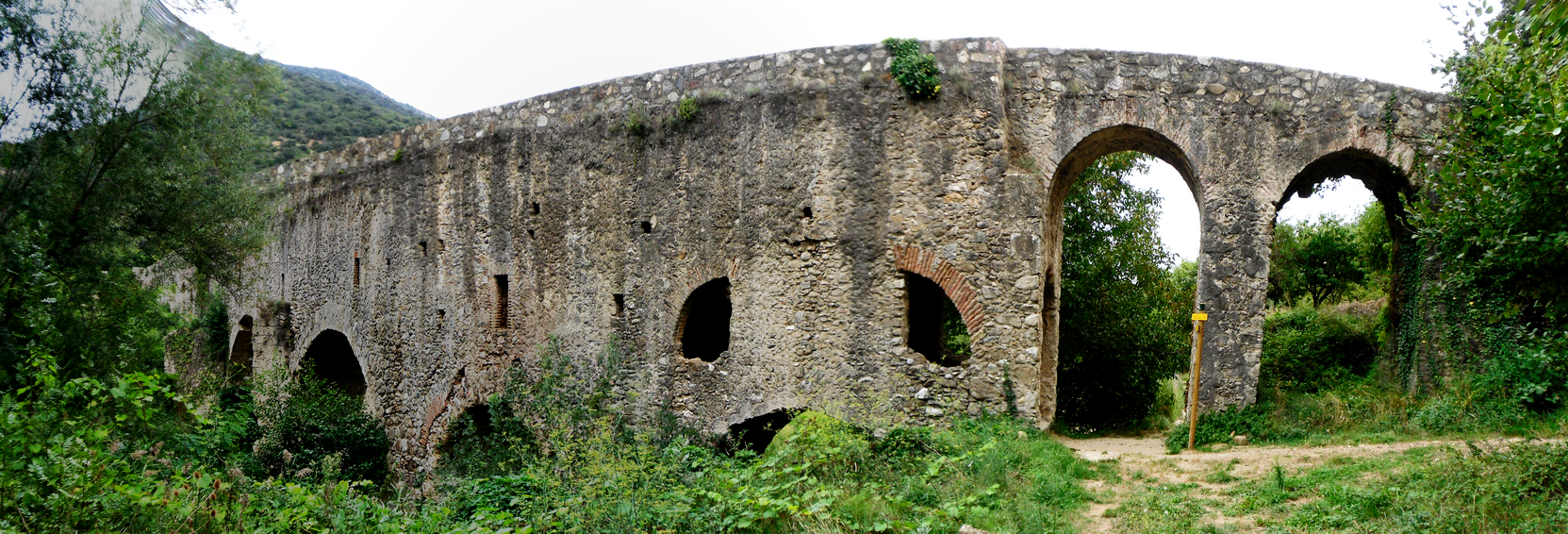
La riba dreta vista des d'aigües amunt. Veiem a la dreta els dos arcs d'aproximació de l'aqüeducte, i al centre l'entrada al pont-túnel (es veu el camí que hi porta i que passa sota l'aqüeducte).
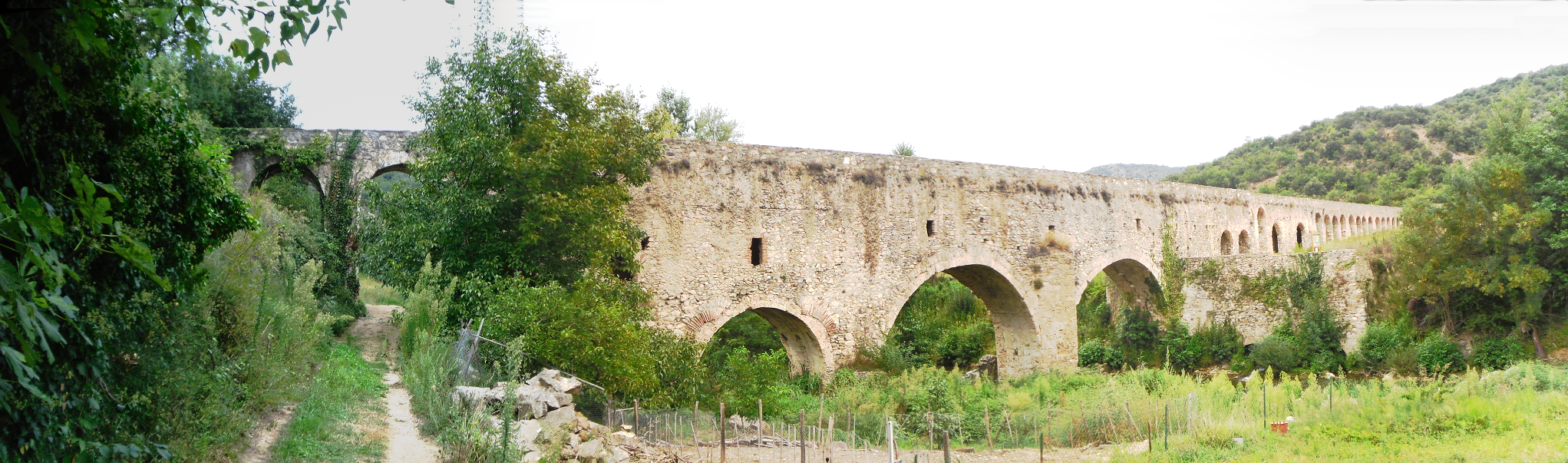
La riba esquerra vista des d'aigües avall.
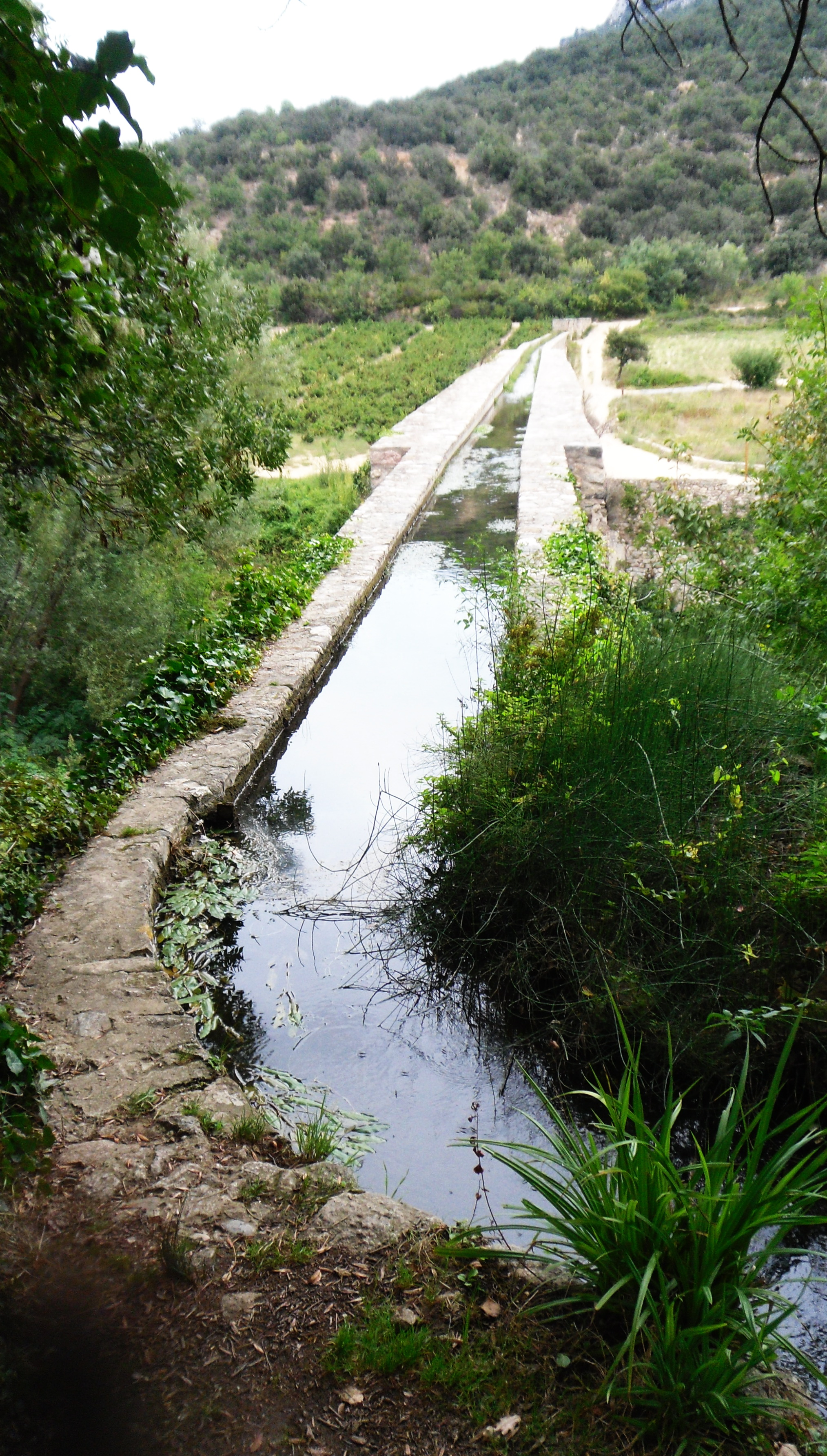
Arribada a la riba dreta
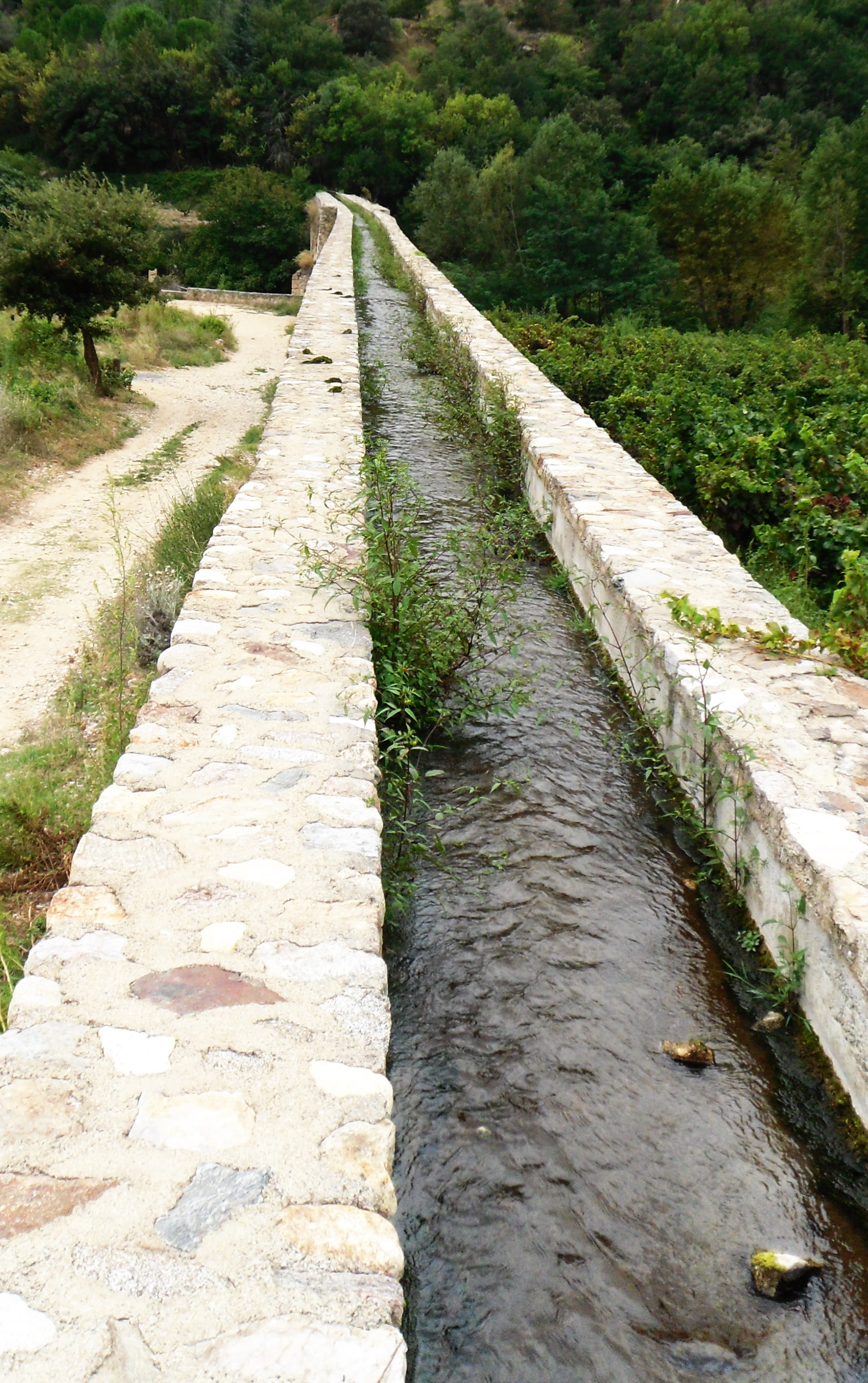
Via cap a la riba dreta
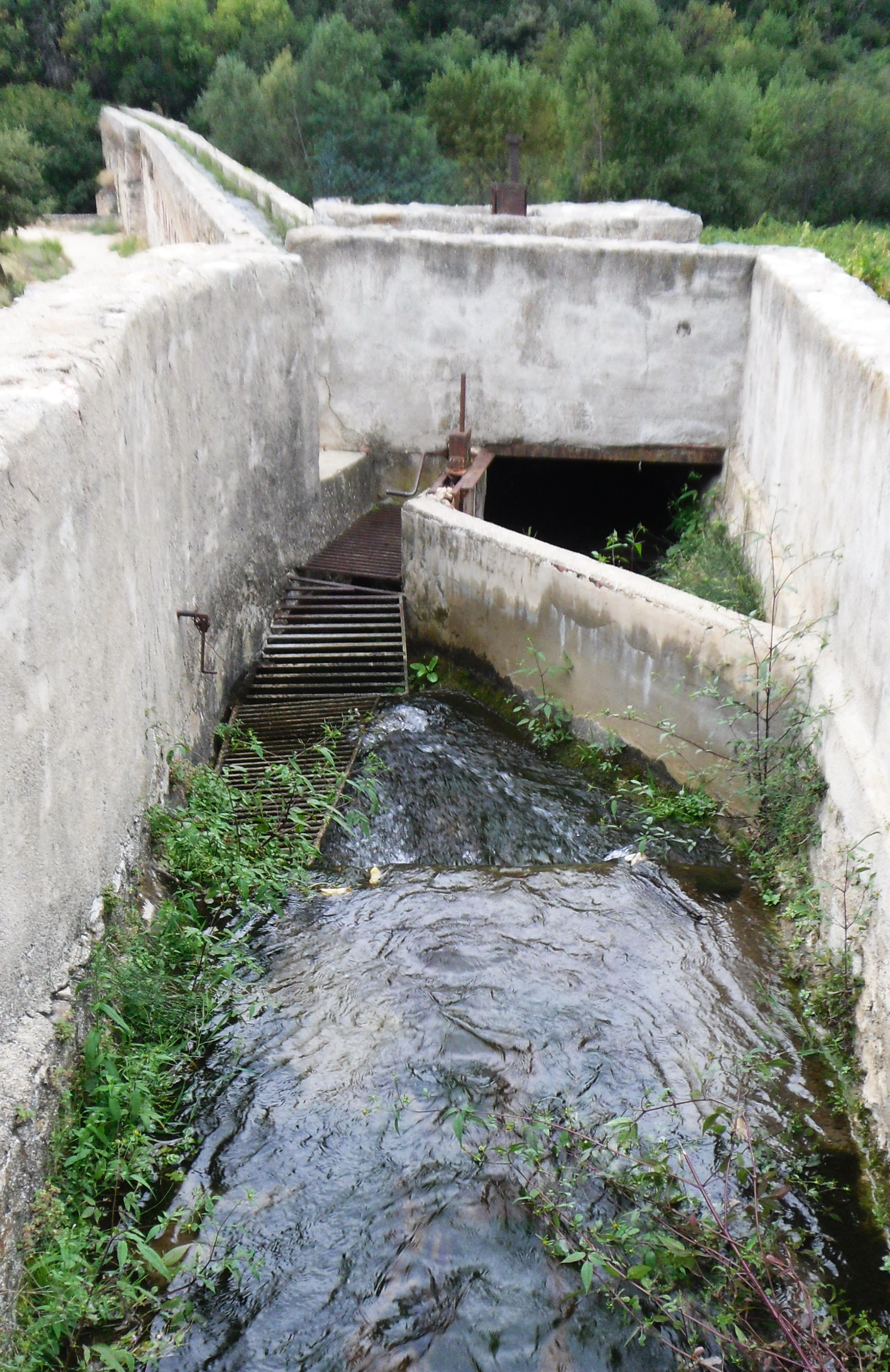
Arrencada a la via esquerra
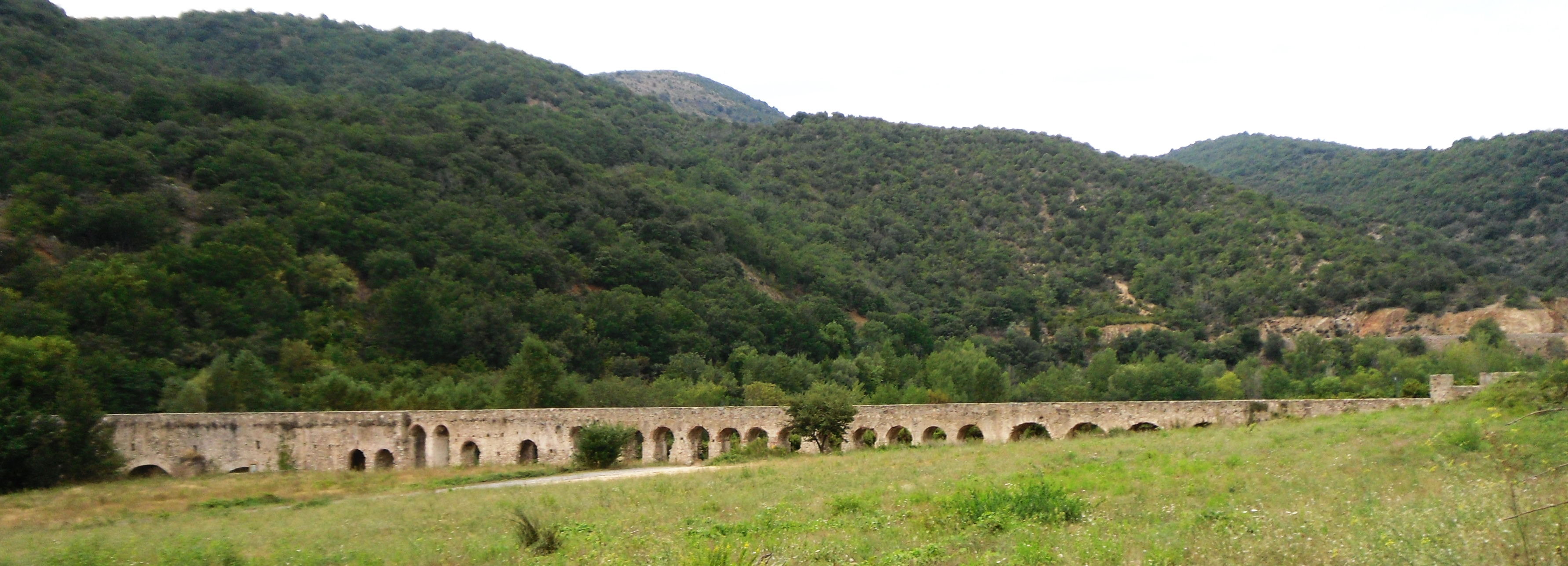
Vista d'aigües avall per la riba esquerra
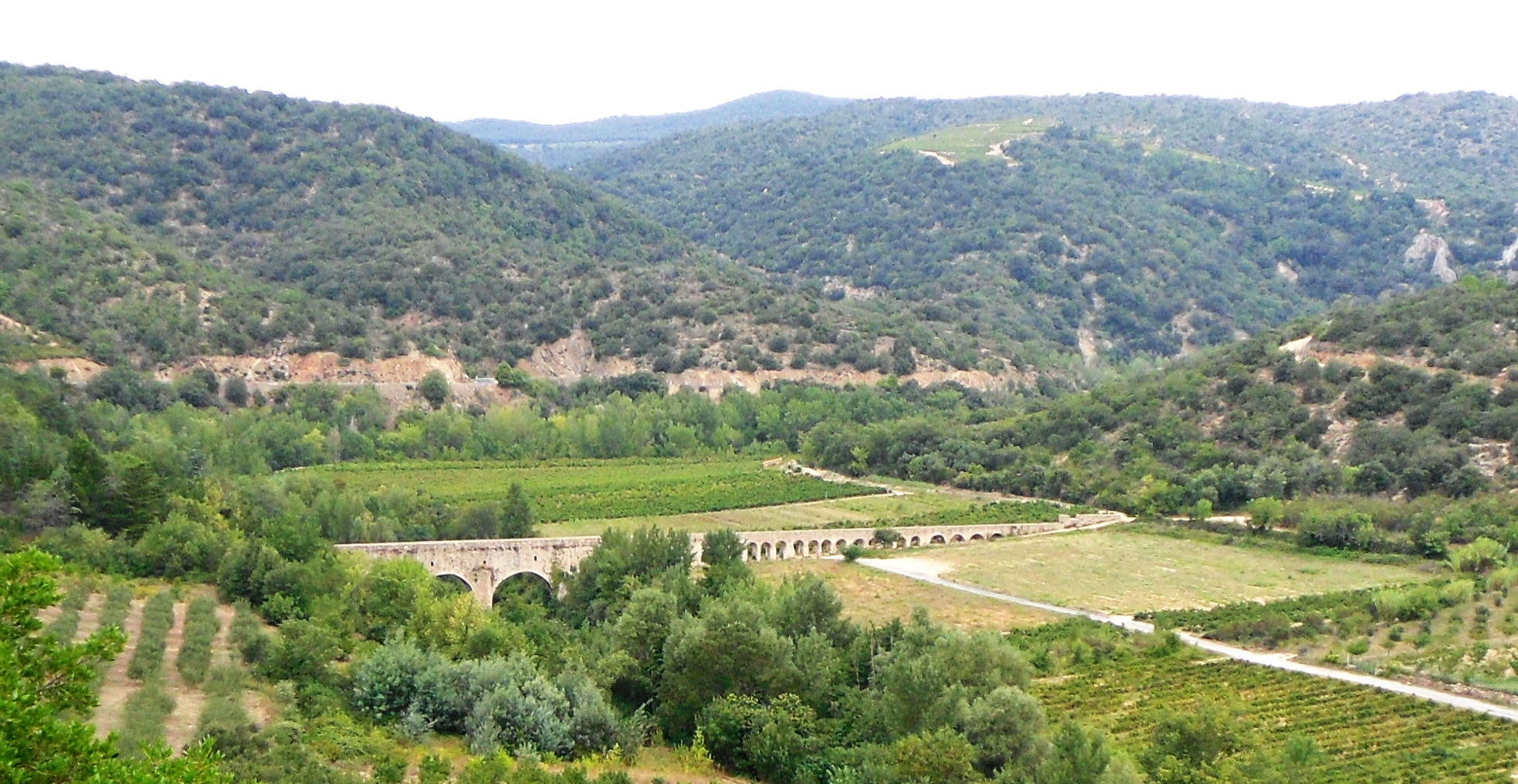
Vista d'Ansinyà (aigües avall riba dreta)
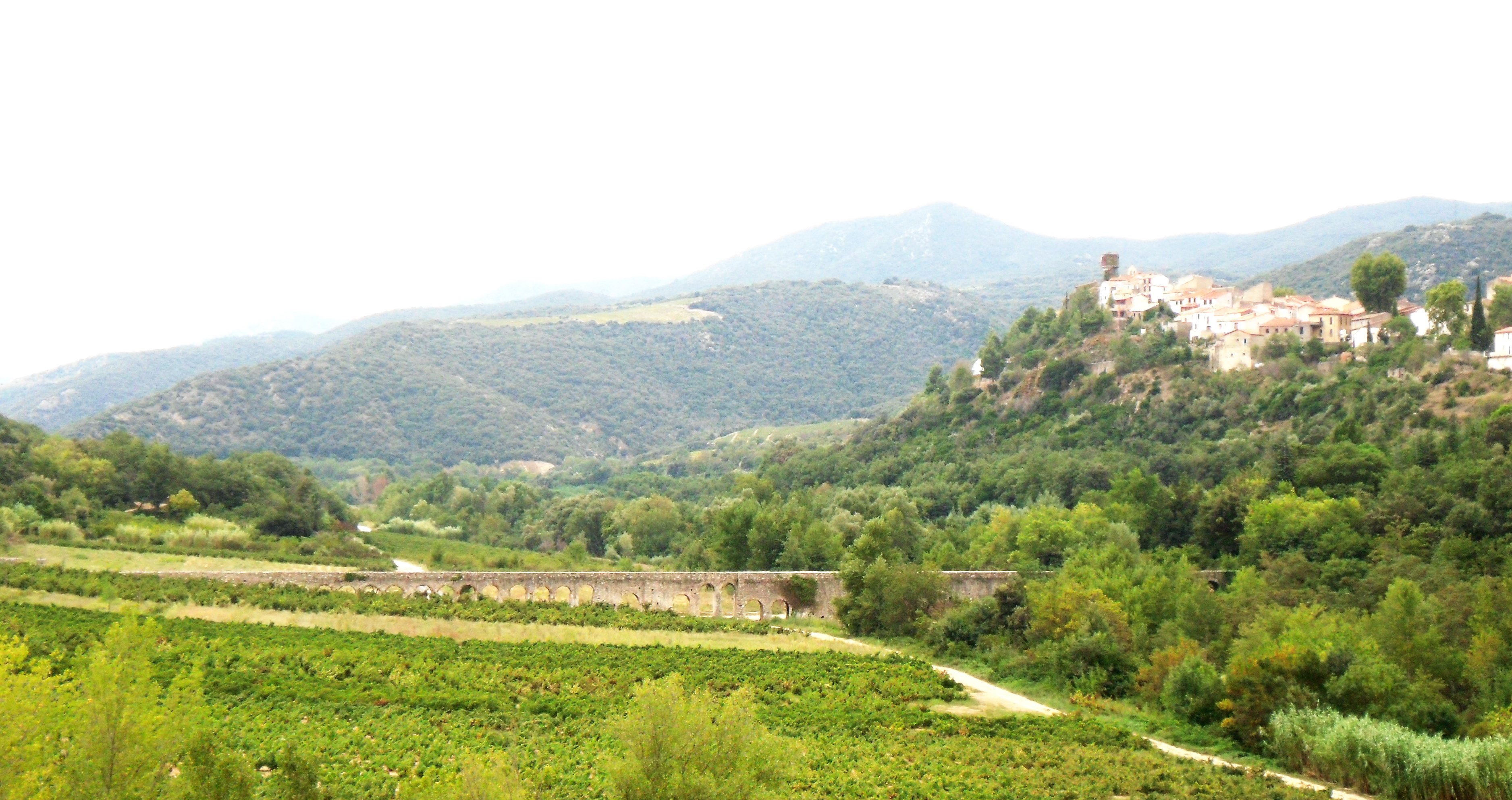
Vista del camí de dalt, riba esquerra. El poble d'Ansinyà es veu al fons dalt del turó.